# 海丝桥
海丝桥，是中华人民共和国广东省广州市黄埔区知识城的第一座人行天桥，横跨 知识大道，连通海丝知识中心和人才大厦科研办公区、高新智创园产业区、凤凰湖和平岗河等公园景观资源。该桥于2022年4月30日正式启用。

## 设计
海丝桥弯曲的弧度造型概念来自“琴鸣绢舞·岭南花舟”。与海心桥的部分设计一样，该桥吸收了粤剧水袖舞蹈时翩翩起舞的意象，再结合花舟、古琴等岭南文化中突出的元素，融入到整座桥的设计当中。。
为方便行人同行，本桥还设置了四处梯道，两台垂直升降电梯供行人通行。
本桥的设计，与海心桥有异曲同工之处。不同的地方在于，本桥的桥拱和桥面底部为朱红色。

## 设计理念
海丝桥的设计取义于知识城的城市标志莫比乌斯环。桥的设计理念循环往复的几何特征，蕴含着永恒、无限的意义，代表着对知识的追求永无止境。互相嵌套的环，既代表着世界是普遍联系的，也代表着知识的创造是可以惠及世界的。